# Bangak
Bangak is een bestuurslaag in het regentschap Boyolali van de provincie Midden-Java, Indonesië. Bangak telt 2873 inwoners (volkstelling 2010).